# Luís Gervasoni
Luís Gervasoni, mais conhecido como Itália, (Rio de Janeiro, 22 de maio de 1907 — Rio de Janeiro, 9 de fevereiro de 1964), foi um futebolista brasileiro que atuou como zagueiro, e Capitão da Seleção Brasileira na Copa do Mundo do Uruguai em 1930 (a primeira Copa)

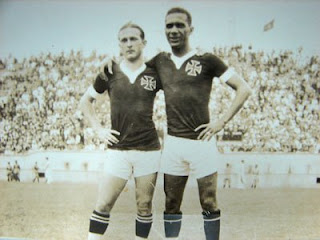
Itália e Fausto, destaques em São Januário.

## Carreira e vida pessoal
Itália vestiu a camisa do Club de Regatas Vasco da Gama em 417 jogos entre 1926 e 1938, com muito destaque, sendo titular e Capitão da Seleção Brasileira no primeiro campeonato mundial de seleções, a histórica Copa do Mundo de 1930.
Assim como no Vasco, Itália era capitão da seleção brasileira devido a sua liderança dentro de campo. Além da participação na copa, Itália ganhou a Copa Rio Branco pelo Brasil, em 1932. Pelo Vasco, venceu o Campeonato Carioca 3 vezes.

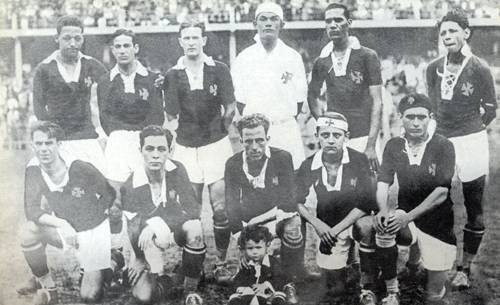
1929: Tinoco, Brilhante, Itália, Jaguaré, Fausto e Mola; Paschoal, Oitenta-e-Quatro, Russinho, Mário Mattos e Santana

É um dos primeiros ídolos do Vasco e participante de uma geração de jogadores que fez o Vasco se firmar como um dos grandes do nosso futebol depois de várias brigas com os grandes da época que não conseguiam aceitar a presença de um time de negros, pobres e operários no campeonato carioca, sendo campeão em sua primeira participação.
Luís Italia viveu a vida inteira em Bangu, até seu falecimento, em uma casa na área nobre do bairro, no largo da Igreja de São Sebastião e Santa Cecília, onde hoje funciona uma Clínica de Radiologia Odontológica de propriedade de seus descendentes.      
Foi casado até seu falecimento com Magdalena Destri Gervasoni, também de família de imigrantes italianos vindos para trabalhar na Fábrica Bangu, então a maior fábrica de tecidos da América Latina. Dona Magdalena faleceu em 1999.

## Títulos
Vasco da Gama
- Campeonato Carioca: 1929,1934 e 1936
- Torneio Início do Rio de Janeiro: 1926, 1929, 1930, 1931 e 1932
- Taça Alberto Baccarat (SP): 1928[6]
- Copa Myrurgia (Espanha): 1931[7]
- Taça Monroe: 1930 e 1931[8] [9]
- Taça dos Campeões Estaduais Rio–São Paulo de 1936: 1937
- Troféu da Paz: 1937

Seleção Carioca
- Campeonato Brasileiro de Seleções Estaduais: 1927, 1928, 1931, 1934 e 1935

Seleção Brasileira
- Copa Rio Branco: 1931 e 1932